# Kulturforum Ansbach
Das Kulturforum Ansbach e.V. ist ein gemeinnütziger Verein zur Förderung kultureller Vielfalt in Ansbach. Es legt den Schwerpunkt auf Kreativität und Eigeninitiative seiner Mitglieder.

## Geschichte
Der Verein entstand 2019 aus den beiden Vorgängervereinen Kulturverein Speckdrumm und Kunstverein Brücke '92 (gegründet 1992).

### Speckdrumm
Speckdrumm wurde 1986 von den Betreibern des Cafés Waldsee gegründet (Wolfgang Bartusch, Hannes Hüttinger, Werner Kroemer und Hubert Müller). In diesem neuen Verein schlossen sich kulturell engagierte Männer und Frauen aus allen Gebieten zusammen, unter anderen Uta Nitsch als 1. Vorsitzende. Die Initiatoren wollten ein progressives Angebot, insbesondere Musikveranstaltungen im Café Waldsee, schaffen. Damit sollte die klassische Ansbacher Kulturszene mit Bachwoche oder Rokoko-Festspielen und den Theateraufführungen und Konzerten des Hauses der Volksbildung ergänzt werden. Ein Ziel war es, künstlerisch Tätige aus der Region bekannt zu machen sowie bekannten und unbekannten Musikinterpreten in Ansbach eine Bühne zu bereiten.
Die Mitglieder fühlten sich überwiegend der Populärkultur der 68er-Bewegung verbunden. In der Anfangszeit bis 1990 wurden für Musikveranstaltungen die Räume des Cafés Waldsee und andere Räume wie zum Beispiel Karlshalle, Angletsaal, Gaststätten, Gemeindehäuser oder öffentliche Plätze genutzt. Es bildete sich auch eine Theatergruppe, die mehrfach in der Karlshalle und im Rathaushof auftrat. Ab 1990 wurde das Badcafé in den ehemaligen Umkleidekabinen des früheren Freibads genutzt. Zum Abschluss der Badcafé-Periode wurde das eigene Stück Der Verhau von Rolf Fütterer gegeben, bevor das Gebäude abgerissen und der Hohenzollernring über das Gelände geführt wurde. 
Seit 1996 steht eine ehemalige Lagerhalle an der Bahnlinie in Eyb zur Verfügung. Sie wurde in Eigenleistung für die Vereinszwecke hergerichtet. Die Einbauten wurden von dem Vereinsmitglied Günther Nitsch, der als Architekt tätig war, professionell geplant. Sie haben heute noch Bestand, bis auf den Ofen und die Holzgarderobe, die aus Brandschutzgründen ersetzt werden mussten, und die Farbgebung, die in der Zwischenzeit von Weiß zu Schwarz verändert wurde. Bühne und Empore sind gleich geblieben.

### Brücke ´92
Der Vereine Brücke ´92 entstand Anfang der 1990er Jahre aus einer lockeren Vereinigung von bildenden Künstlern und Künstlerinnen, die sich in ihrer Freizeit neben Familie oder Beruf künstlerisch betätigten. Ihr Domizil war in der Altstadt am Obstmarkt, dem heutigen Montgelasplatz.

### Gemeinsame Vereinsräume in der Reitbahn

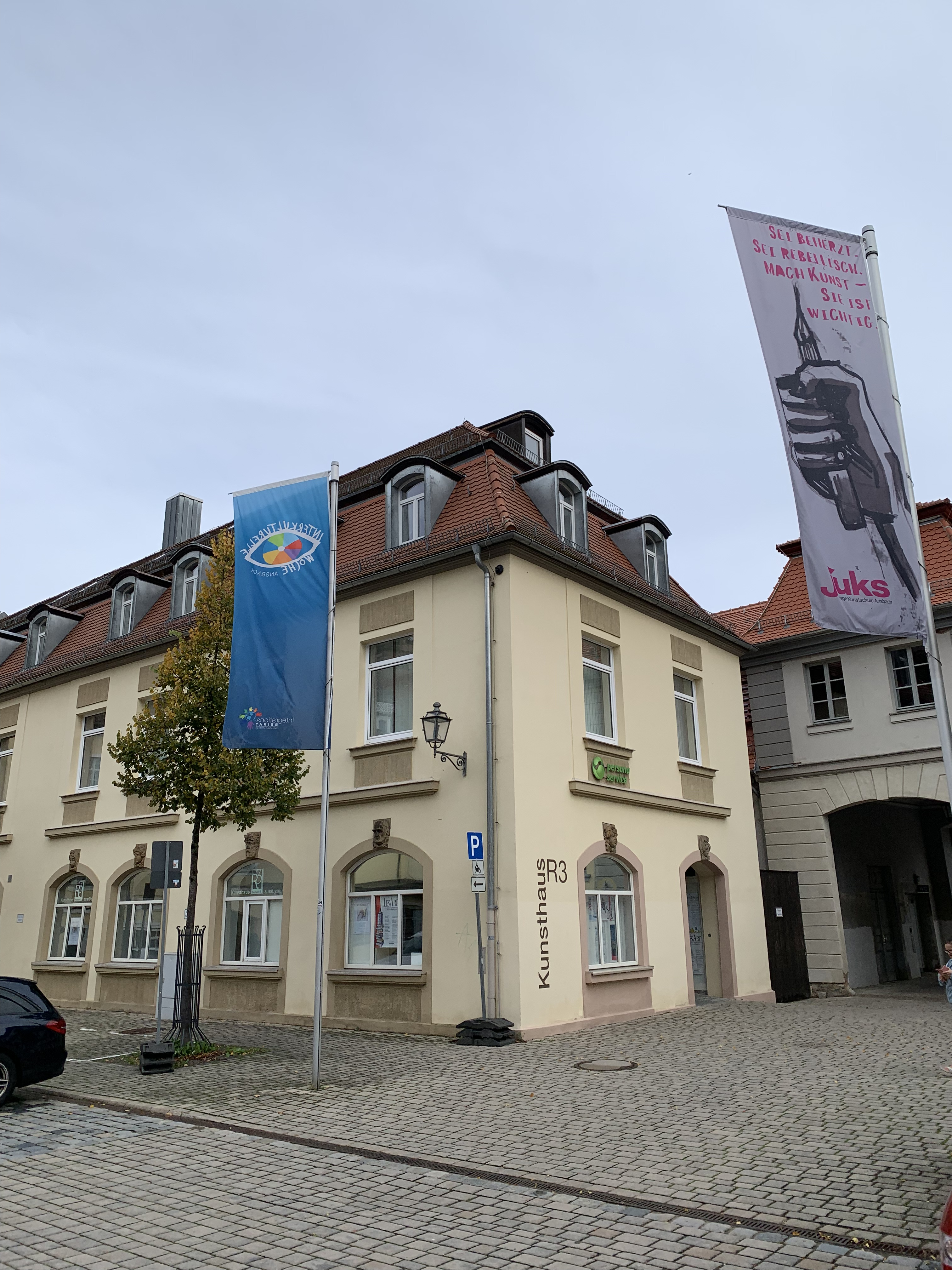
Kunsthaus R3 in der Ansbacher Reitbahn

Ab 2005 konnten die beiden Vereine in der Reitbahn im Herzen der Stadt gemeinsam Räumlichkeiten zur Durchführung von Veranstaltungen anmieten. Die Adresse führte zur Namensgebung Kunsthaus R3.

## Bereiche
Das Kulturforum Ansbach gliedert sich in sieben Bereiche.

### Kunst
Die künstlerisch tätigen Mitglieder finden im Kunsthaus R3 Räume zum Arbeiten und zum Ausstellen ihrer Werke. In der Regel werden zehn regionale und überregionale Ausstellungen im Jahr durchgeführt.
Jährlich werden mehrere Kunstreisen zu Museen und Sammlungen organisiert.
Das Kulturforum bietet dem künstlerischen Nachwuchs auch in Zusammenarbeit mit Institutionen wie der Kunstakademie Nürnberg Raum. Es ist eine Plattform für gemeinsames Schaffen zum Beispiel mit der für alle Interessierten offenen Gruppe Malen am Mittwoch. Die Fotogruppe im Kulturforum veranstaltet Kultur- und Fotoexkursionen und führt Ausstellungen mit eigenen Werken durch.

### Musik
Das Ansbacher Bardentreffen wird jährlich in der Reitbahn vor dem Kunsthaus oder auf der Ziegenwiese veranstaltet. In der Speckdrummhalle finden vielfältige Indoor-Events wie Subkultur-Festivals, Metal-Nights, Electro-Partys, Hip-Hop-Nächte oder Blues Jams statt. Mehrere Bands nutzen die Halle als Probenraum. Bis 2024 hatte die Theatergruppe Lila bis zu ihrer Abschiedsvorstellung hier ihre Heimat.

### Junge Kunstschule
Die Junge Kunstschule (JUKS) bietet jungen Menschen Raum und Anleitung zu künstlerischem Gestalten. Sie hat es sich zur Aufgabe gemacht hat, Kinder und Jugendliche an kreatives Denken und kulturelle Hintergründe heranzuführen. Die JUKS ist Mitglied des Landesverbands der Jugendkunstschulen und Kulturpädagogischen Einrichtungen Bayern (LJKE) und nimmt an dessen Qualitätsoffensive teil.
Im Rahmen der Familien-Kreativ-Samstage bietet die JUKS Familien mit Kindern ein kostenfreies Angebot zum themenbezogenen Werken und Malen. Für Jugendliche werden die Kurse Pen to Paper und Foto Mob angeboten. Pen to Paper vermittelt zweiwöchentlich Zeichentechniken und Materialerfahrungen bis hin zum Zeichentrickfilm. Auch werden Jugendliche, die Kunst studieren wollen, von einer Kunstpädagogin beraten. Im Wechsel dazu bietet ein Berufsfotograf alle zwei Wochen das Projekt Foto Mob. Der Umgang mit neuen Techniken, die Motivsuche und auch überkommene Fotografie-Methoden und Vergrößerungen werden erprobt. Ferienwochen wie die Faschingswoche bieten den Kindern eine kreative Zeit, deren Ergebnisse in einer Ausstellung gezeigt werden.

### Baukultur
Im Bereich Baukultur veranstaltet das Kulturforum Vortragsreihen mit wechselnden thematischen Schwerpunkten. Sie richten sich an interessierte Bürgerinnen und Bürger ebenso wie an Fachleute, Architekten, Handwerker und Firmen. Der Begriff Baukultur ist durch die Bundesstiftung Baukultur etabliert, die 2006 durch Bundesgesetz errichtet wurde. Damit will das Kulturforum Architektur, Städtebau/Stadtplanung und Landschaftsarchitektur/-planung in Ansbach in den Fokus rücken. Der Standort Ansbach in Westmittelfranken mit Regierungssitz, Staatlichem Hochbauamt, Bauverwaltung des Bezirks Mittelfranken sowie Stadtbauamt verfügt über gewichtige Entscheidungsträger im Bauwesen. Hinzu kommen zahlreiche Architekturbüros in der Stadt und im Landkreis. Die Veranstaltungen zur Baukultur zeigen große Resonanz.
Die Reihe wird inhaltlich unterstützt durch die Bayerische Architektenkammer und den BDA (Bund Deutscher Architekten und Architektinnen).
Die Auftaktveranstaltung fand im September 2019 mit dem Ansbacher Baureferenten Jochen Büschl und Per Pedersen von Staab Architekten Berlin statt. Seitdem lädt das Kulturforum jedes Jahr zu Vorträgen renommierter Architekturbüros, zu fachorientierten Filmen und zu Ausstellungen über Architektur ein. Die Veranstaltungen werden mit Exkursionen verbunden, zum Beispiel im Jahr 2023 für das Thema Kirchenkunst und Kirchenbau nach Freising, Kösching und Eichstätt. Spontane Ergänzungen wie eine Vorstellung zum Stand der Forschung zum Ansbacher Stadtfriedhof und seinen Gruftkapellen im Jahr 2022 runden das Angebot ab.
Themenschwerpunkte der vergangenen Jahre waren:
- 2020 Vorträge und Exkursionen
- 2021 coronabedingt keine Vorträge
- 2022 Architektur im Film
- 2023 Architektinnen planen und bauen
- 2024 Bauen mit Holz und Wohnungsbau
- 2025 Bauen im Bestand[9][10]

### Interkultur
Der Bereich Interkultur ist ein Ergebnis einer langjährigen Zusammenarbeit mit dem Integrationsbeirat der Stadt Ansbach. Er hat sich die gesellschaftliche Teilhabe am kulturellen Leben von Menschen mit und ohne Migrationsgeschichte zum Ziel gesetzt.

### Natur und Struktur
Als eine Basis der Kunst ist die Natur zu sehen. Bei Erkundungsspaziergängen und Vortragsveranstaltungen werden Wissen und Einsichten zu jährlich neu geplanten Schwerpunkten vermittelt. Das Spannungsfeld zwischen Ästhetik und Ökologie oder die Stadtdurchgrünung und Stadtentwicklung standen 2023 im Fokus, im Jahr darauf das Thema Wasser als landschaftsbildendes Element oder als Objekt der Wasserwirtschaft.

## Räume

### Kunsthaus R3

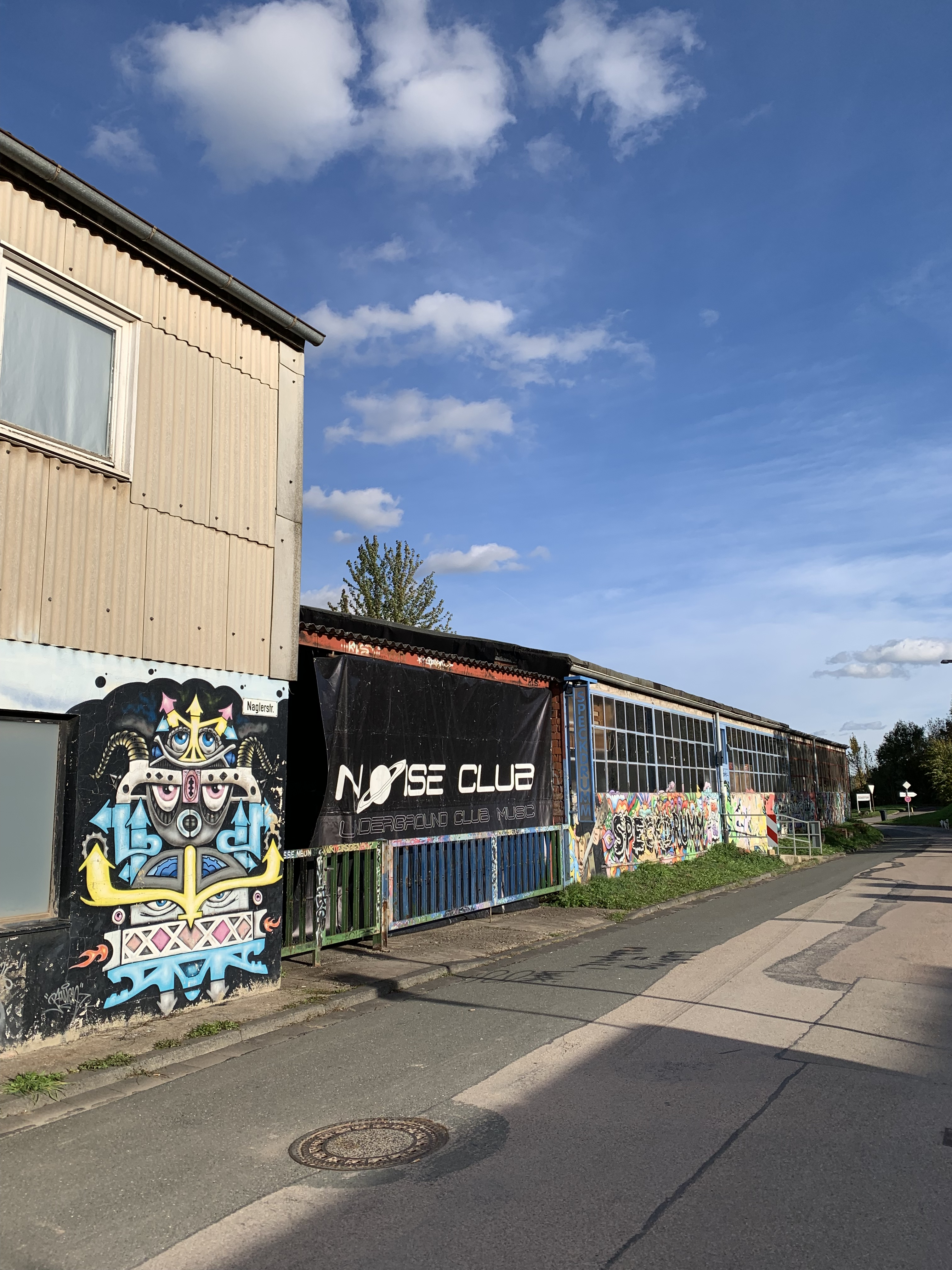
Speckdrumm-Halle in der Naglerstraße

Seit 2005 verfügt das Kulturforum Ansbach beziehungsweise seine beiden Vorgängervereine über eigene Ausstellungs- und Veranstaltungsräume. In der historischen Ansbacher Reitbahn betreibt es im Erdgeschoss eines Wohn- und Geschäftshauses das Kunsthaus R3. Die Räumlichkeiten werden auch von der Aquarellgruppe und vom Fotoclub Ansbach 1927 sowie vom 1965 als Schmalfilmkreis Ansbach gegründeten Film- und Videoclub Ansbach mitbenutzt.
Das Kunsthaus R3 steht am westlichen Ende der Reitbahn zwischen dem Marstall- und Küchenbau der Residenz und der Staatlichen Bibliothek Ansbach. Es wurde in der Epoche des Ansbacher Spätbarocks errichtet, als die Stadt- und Hofbaumeister Zocha, Retti und Steingruber das Stadtbild prägten.

### Speckdrummhalle
Für musikalische Veranstaltungen steht den Musikern des Kulturforums seit 1998 eine Halle an der Bahnlinie in Eyb zur Verfügung. Die Räumlichkeiten können auch für Theateraufführungen genutzt werden. Die Fassaden werden als Raum für Graffiti zur freien Gestaltung genutzt.